# 吴景崧
吴景崧（1906年—1967年），男，江苏丹阳人，中国新闻出版家，曾任第三、四届全国政协委员。